# Leszno (Basses-Carpates)
Pour les articles homonymes, voir Leszno (homonymie).
Leszno est une localité polonaise de la gmina de Medyka, située dans le powiat de Przemyśl en voïvodie des Basses-Carpates.